# Jade (település)
Jade település Németországban, azon belül Alsó-Szászország tartományban. Lakosainak száma 5977 fő (2023. december 31.).

## Népesség
A település népességének változása:
| Lakosok száma | 5831 | 5820 | 5805 | 5854 | 5897 | 5977 |
|               | 2016 | 2017 | 2019 | 2021 | 2022 | 2023 |